# Sampués
Sampués – miasto w Kolumbii, w departamencie Sucre.